# Pluxilloides hartigi
Pluxilloides hartigi là một loài bướm đêm trong họ Noctuidae.